# 昭和63年7月豪雨
昭和63年7月豪雨（しょうわ63ねん7がつ ごうう）は1988年（昭和63年）7月に発生した水害（豪雨災害）。

## 概要
この豪雨災害は全国的なレベルで被害が発生したが、特異点は昭和58年7月豪雨で甚大な被害を受けた島根県西部を、その復興および改善中であった5年後に豪雨が襲ったことである。殻に、豪雨域がその時より南側寄りだったため、昭和58年豪雨で比較的被害が小さかった広島県を豪雨が襲うことになった。
浸水家屋は10,000棟以上だった。激甚災害指定されているが、その名称が「昭和63年における特定地域に係る激甚災害の指定及びこれに対し適用すべき措置の指定に関する政令」の通りこの年は1年を通じて災害が発生しておりその一部として指定されたものである。

## 降水
大まかな流れは以下のとおり。
- 平年並みの梅雨入り[4]。
- 6月
  - 中旬 : オホーツク海高気圧の勢力は強く太平洋高気圧は弱かったことから、梅雨前線は南下し太平洋上にあった[4]。
  - 下旬 : 前線は日本南岸にまで北上し、関東以西で降水が多くなった[4]。
- 7月
  - 上旬 : その勢力は弱まり梅雨明けとなった[4]。
  - 中旬 : オホーツク海高気圧の勢力が強まったことからいわゆる「戻り梅雨」となり、広い範囲で大雨となった[4]。以下が期間と大雨となった地方である[4]。
    - 11日 - 15日 : 九州・中国・近畿・東海
    - 17日 - 19日 : 九州
    - 20日 - 21日 : 中国
    - 23日 : 九州・四国・中国
    - 25日 - 27日 : 九州

右図は1日降水量150mm以上を記録した主な観測地点を11日から19日/20日から30日に振り分けたもの。このように、特に顕著だった豪雨域は南九州と島根県西部の2箇所であった。

## 被害
|      |        | 人的被害（人） | 人的被害（人） | 人的被害（人） | 住宅等被害（棟） | 住宅等被害（棟） | 住宅等被害（棟） | 住宅等被害（棟） | 住宅等被害（棟） | 住宅等被害（棟） | 住宅等被害（棟） |
| 死者 | 不明者 | 負傷者         | 全壊           | 半壊           | 流失             | 床上浸水         | 床下浸水         | 一部破損         | 非住家           |                  |                  |
| ---- | ------ | -------------- | -------------- | -------------- | ---------------- | ---------------- | ---------------- | ---------------- | ---------------- | ---------------- | ---------------- |
| 東北 | 宮城   | -              | -              | -              | -                | -                | -                | 2                | 29               | 1                | -                |
| 東北 | 福島   | -              | -              | 2              | -                | -                | -                | -                | 3                | 1                | -                |
| 関東 | 千葉   | -              | -              | -              | -                | -                | -                | 41               | 82               | -                | -                |
| 関東 | 神奈川 | -              | -              | -              | -                | -                | -                | -                | 4                | -                | -                |
| 中部 | 静岡   | -              | -              | -              | -                | -                | -                | -                | 1                | -                | -                |
| 中部 | 三重   | 4              | -              | -              | -                | -                | -                | 91               | 334              | -                | 16               |
| 近畿 | 滋賀   | -              | -              | -              | -                | -                | -                | -                | 1                | -                | -                |
| 近畿 | 京都   | -              | -              | -              | -                | -                | -                | -                | 11               | -                | -                |
| 近畿 | 大阪   | -              | -              | -              | -                | -                | -                | -                | 74               | -                | -                |
| 近畿 | 兵庫   | -              | -              | -              | -                | 1                | -                | -                | 119              | -                | -                |
| 中国 | 鳥取   | -              | -              | -              | -                | -                | -                | 9                | 152              | -                | -                |
| 中国 | 島根   | 2              | 4              | 29             | 98               | 174              | 3                | 2,166            | 5,272            | 238              | 118              |
| 中国 | 岡山   | -              | -              | 1              | -                | -                | -                | 2                | 151              | -                | -                |
| 中国 | 広島   | 14             | -              | 11             | 14               | 23               | 14               | 104              | 460              | 14               | -                |
| 四国 | 香川   | -              | -              | -              | -                | -                | -                | -                | 149              | -                | -                |
| 九州 | 福岡   | 2              | -              | -              | -                | -                | -                | 10               | 53               | -                | 1                |
| 九州 | 佐賀   | -              | -              | -              | -                | -                | -                | -                | 47               | -                | -                |
| 九州 | 長崎   | -              | -              | -              | 1                | -                | -                | 16               | 51               | -                | -                |
| 九州 | 熊本   | -              | -              | 1              | 2                | -                | -                | 9                | 68               | 3                | 2                |
| 九州 | 宮崎   | -              | -              | -              | -                | -                | -                | 1                | 70               | -                | -                |
| 九州 | 鹿児島 | 1              | -              | 1              | 2                | 1                | -                | 23               | 457              | 4                | 15               |
| 合計 | 合計   | 23             | 4              | 45             | 117              | 199              | 17               | 2,474            | 7,588            | 261              | 152              |

上記降水の通り南九州と島根県西部と2箇所の豪雨域があったが、被害状況で見ると差が出ている。以下、特に被害が顕著なものとなった島根と広島での状況について記載する。

### 降水状況
この地域の豪雨は、梅雨の期間中に次々と発達した強い積乱雲により集中豪雨となったものであり、島根県の旧浜田市・三隅町（現浜田市三隅）と広島県加計町（現安芸太田町加計）を中心とした狭い範囲に、2度に分けて集中した。
7月15日浜田を中心とした豪雨
15日未明、島根県西部を中心に強い雨が降り始め、その後広島県・岡山県に広がったが、特に強い豪雨は旧浜田市を中心とした数10kmの範囲だった。浜田の観測記録では、04時30分からの1時間降水量で90.0mm、01時-07時の6時間降水量で340.5mm、1日降水量は394.5mm、と短期間での集中豪雨が降っている。
7月20日から21日にかけて三隅と加計を中心とした豪雨
20日夜から三隅を中心に強い雨が降り始め、これも局地的な集中豪雨となった。21日未明、広島県側に移動し、加計で集中豪雨となった。三隅では22時からの1時間降水量で100mm、加計では04時からの1時間降水量で55mm・01時からの3時間降水量で131mm。
この地方には、昭和39年7月山陰北陸豪雨・昭和47年7月豪雨・昭和58年7月豪雨・昭和60年7月と、ほぼ10年確率で7月に豪雨が発生している。その中でこの昭和63年豪雨の特徴は、他とは違いごく短時間での集中豪雨により災害が発生したことである。

### 被災状況
この災害の特徴は、島根県側では洪水・土砂災害が発生したが、広島県側はほぼ土砂災害特に土石流災害だったことである。
島根では昭和58年豪雨と同様に、二級河川や一級河川の支川など中小河川で警戒水位を超えその幾つかで洪水が発生した。ただ、記録的な豪雨となった昭和58年豪雨と比べ降水量が少なかったため、その時と比べてダムの洪水調整がうまくいき被害を軽減することができた河川もある。また過去の災害から河川改修が進み、堤防の破断など洪水が起こりにくくなったため過去の被災より最小限に食い留めることができたとも言える。
一方で死者・行方不明者の全体の3/4は土砂災害によるものであり、昭和58年豪雨と同様に洪水災害よりも人的被害が多くなった。この一連の災害で最も顕著だったのが島根下府川流域であり、洪水災害のみならず土石流も発生した。15日の豪雨により浜田市近辺で、21日の豪雨では島根三隅町・広島加計町で、がけ崩れや土石流が起こっている。これらはこの地域に広く分布する赤色土やマサ土と崩れやすい土壌が存在していたこと、そして短時間での集中豪雨という土石流が起こりやすい降水条件であったことが要因である。
また、過去に甚大な被害を受けた経験のある浜田や三隅は防災無線が普及しており自らの判断で早めに避難活動を行ったものがいた反面、大きな被災経験がなかったことや砂防ダムなどの設備への過信から避難が遅れ被災したものもいた。加計では過去の豪雨災害が洪水のみであったため土砂災害に対して注意を怠っていた部分もある。

## 参考資料
- 「1988年集中豪雨災害調査報告　-島根・広島地区-」（PDF）『主要災害調査　第30号』、防災科学技術研究所、2014年10月8日閲覧。
- “昭和63年災害” (PDF).   島根県. 2014年10月8日閲覧。
- “豪雨災害の記録（昭和63年7月20日～21日）” (PDF).   広島県. 2014年10月8日閲覧。